# تشان هيونغ
ولد تشان هيونغ في 23 أغسطس عام 1806 في كينج موي (جينغ مي)، وهي قرية في منطقة سان وي منطقة زينيوي بمقاطعة قوانغدونغ في الصين. ويعتبر تشان مؤسس أسلوب تشوي لي فوت القتالي.

## تعلمه للفنون القتالية والطب الصيني
في سن السابعة، قام عم تشان هيونغ تشان يوين-وو بتعليمه أسلوب فوت غار، المعروفة باسم "قبضة عائلة بوذا، تلقى تشان يوين وو تدريبه من دو زانغ مونك. عندما كان تشان هيونغ في الخامسة عشرة، اصطحبه تشان يوين-وو إلى لي ياو سان. تدرب لي ياو سان عند زانغ شان مونك.
قضى تشان هيونغ السنوات الأربع التالية في تعلم أسلوب لي غار بموجب تعليمات لي ياو-سان. أعجب بقدرات تشان هيونغ في فنون الدفاع عن النفس اقترح لي ياو سان أنه يتدرب بعد ذلك مع راهب شاولين يدعى تشوي فوك لتعلم أسلوب تشوي غار، أسلوب شاولين الشمالي، وكذلك الطب الصيني وتقنيات شاولين الأخرى. تعلم تشوي فوك فنون الدفاع عن النفس من جوي يوان مونك يي جوان مونك، لي سو، باي يو فنغ وتساى جيو يى. وأيضًا تدرب عندا تشوي فوك وتشوي غاو يي مؤسس أسلوب تشوي غار.
عاش تشوي فوك منعزل على جبل لاو فو ولم يعد يرغب في تعليم فنون الدفاع عن النفس. انطلق تشان هيونغ إلى جبل لاو فو ليجده. وقد أصيب تشوي فوك بحروق خطيرة وتعافي رأسه من الندوب. لهذا أطلق عليه لقب لهذا "راهب برأس مجروح"، حدد تشان هيونج الراهب في نهاية المطاف وسلمه رسالة توصية من لي ياو سان. ومع ذلك، أصيب تشان هيونغ بخيبة أمل عندما رفضه تشوي فوك. بعد ما طلبوا منه أكثر من مرة وافق تشوي فوك على أخذ الشاب كطالب، ولكن فقط لدراسة البوذية.
ذات صباح، عندما كان تشان هيونج يمارس الكونغ فو، أشار تشوي فوك إلى صخرة ثقيلة وأخبره بركلها في الهواء. بذل تشان هيونغ كل قوته عندما تحطمت قدمه ضد الصخرة، وأرسلها على بعد اثني عشر قدمًا، بعدها وضع تشوي فوك قدمه تحت الصخرة الثقيلة ودفعها دون عناء في الهواء. ذهل تشان هيونغ من هذه المظاهرة. مرة أخرى توسل إلى تشوي فوك ليعلمه فنون الدفاع عن النفس. وافق الراهب هذه المرة، وعلى مدى تسع سنوات، علم تشوي فوك تشان هيونغ طريق البوذية وطريقة فنون الدفاع عن النفس.

## عودته لقرية الملك موي
عندما كان في الثامنة والعشرين من عمره، غادر تشان هيونغ تشوي فوك وعاد إلى قرية كينج موي في عام 1834م، حيث قام بمراجعة كل ما تعلمه. في عام 1835م قدم تشوي فوك نصيحة إلى تشان هيونغ على شكل قصيدة خاصة تعرف باسم الازدواج المزدوج. 

التقى التنين والنمر كالرياح والسحابة.
تلميذي، يجب أن تعتني بمستقبلك جيدًا.
لإحياء فنون شاولين،
لا تدع الأجيال القادمة تنسى هذه الفنون.

## تأسيسه لأسلوب تشوي لي فوت
في عام 1836، أسس رسميًا أسلوب تشوي لي فوت، المسمى تكريمًا للراهب البوذي تشوي فوك الذي علمه أسلوب تشوي غار، لي ياو سان الذي علمه، وعمه تشان يوين-وو الذي علمه فن الفوت غار(القبضة البوذية) وتكريما لبوذا الذي سمي الفن به. توفي تشان هيونغ في 20 أغسطس 1875.